# Google Glass
Google Glass — гарнитура для смартфонов на базе операционной системы Android, разработанная компанией Google. Устройство представляет собой прозрачный накладной дисплей, надеваемый на правый глаз, и камеру, способную записывать видео высокого качества. О существовании Google Glass стало известно в феврале 2012 года благодаря газете New York Times, а тестирование устройства началось в апреле того же года. Прототипы Google Glass Explorer Edition стоимостью 1500 долларов впервые появились на мероприятии Glass Foundry в феврале 2013 года, а 15 мая 2014 года устройство стало доступно широкой публике по той же цене.
Однако 15 января 2015 года компания объявила о прекращении производства устройства в его нынешнем виде, отметив, что продукт завершил экспериментальную фазу в Google Labs и разработка и производство Google Glass переходят в другое подразделение компании.

## Описание
На текущем этапе разработки Google Glass — это уникальное устройство, которое нельзя отнести к категории смартфона или очков. Его разработка началась в лаборатории X Development, и сегодня Бабак Парвиз, руководитель проекта, активно курирует интеграцию систем картографирования местности.
Пользователь взаимодействует с Google Glass посредством голосовых команд, таких как «ОК, Google Glass», за которыми следует запрос на выполнение определённой функции. Кроме того, гарнитура позволяет диктовать тексты, жесты которых распознаются сенсорной панелью, расположенной на руке за экраном, а звук передается через систему костной проводимости.
Google впервые показала интерфейс устройства в видеоролике, опубликованном в феврале 2013 года. А в марте компания использовала выставку SXSW Interactive, чтобы показать первые приложения для Google Glass, созданные сторонними разработчиками. Производитель работает над созданием образца гарнитуры для людей, носящих очки для коррекции зрения. Эта гарнитура будет иметь «модульную» конструкцию, позволяющую выбирать необходимые линзы и оправы.
Концепция Google Glass заключается в объединении трех отдельных функций: дополненной реальности, мобильного телефона и Интернета, а также видеодневника. Первая версия очков полностью реализует видеодневник и лишь частично реализует дополненную реальность и коммуникационную составляющую, но в более поздних версиях ожидается более полная реализация всех трех целевых областей.

## Технические характеристики
Передача звука к владельцу происходит без использования динамика, напрямую через кости черепа путём вибраций.

## Возможности

### Фото и видеосъёмка
Google Glass позволяет снимать фотографии и видео в 5 МП.

### Программы Google
Очки позволяют запускать уже существующие программы Google (такие как Google Now, Google Maps, Google+, Gmail) и сторонних разработчиков (Evernote, Skitch, New York Times, Path).
На конференции Google I/O 2013 стало известно, что появились новые программы для Glass, в том числе предназначенные для работы с Facebook, Twitter и Tumblr.

### Голосовое управление
В данный момент[когда?] точно известно о голосовом управлении на английском языке.
| Функция                              | Голосовая команда |
| ------------------------------------ | --- |
| Запись видео                         | «ok, glass, record a video.» |
| Фотосъемка                           | «ok, glass, take a picture.» |
| Запуск Google Now                    | «ok, glass, [вопрос].» |
| Запуск Google+ hangouts              | «ok, glass, hang out with [персона/круги].» |
| Поиск                                | «ok, glass, google [поисковый запрос].» |
| Поиск фотографий                     | «ok, glass, google photos of [поисковый запрос].»                                                                                                  |
| Перевод                              | «ok, glass, say [текст] in [язык].» |
| Навигация                            | «ok, glass, give directions to [место назначения].»                                                                                                |
| Отправка сообщений                   | «ok, glass, send a message to [имя адресата].» «ok, glass, send [имя адресата] that [сообщение].» «ok, glass, send [сообщение] to [имя адресата].» |
| Отображение погоды                   | автоматически (Google Now) «ok, glass, how is the weather in [место]?» «ok, glass, do I need an umbrella today?»                                   |
| Отображение информации об авиарейсе  | автоматически (Google Now) «ok, glass, when does flight [номер рейса] depart from [код аэропорта]?»                                                |
| Инструкция по оказанию первой помощи | «ok, glass, cprglass» (концепт приложения) |

### Пасхальное яйцо
Google оставила для пользователей пасхальное яйцо. Если пользователь пройдет Settings -> Device info -> View licenses -> кликнет 9 раз по трекпаду -> Meet Team, то он увидит 360-градусную панораму команды разработчиков Google Glass; в середине фото находится один из основателей Google Сергей Брин. Панорама движется вместе с поворотом головы пользователя Glass.

## Обновление Google Glass
Google объявила о выпуске улучшенной версии Google Glass 2.0. На настоящий момент известно о добавлении в очки встроенного мононаушника. Владельцы предыдущей версии смогут бесплатно обменять свои очки на вторую версию, также каждый владелец первой версии устройства сможет разослать троим друзьям приглашения на обмен новой версии очков.

## Легальность
Ранее предполагалось, что в России Google Glass могут быть классифицированы как специальные технические средства, что ограничило бы их распространение на территории страны. Однако Федеральная служба безопасности (ФСБ) опровергла эту информацию, заявив, что очки Google Glass не предназначены для негласного получения информации. В настоящее время нет оснований считать использование или покупку Google Glass незаконными.
Аксессуары с камерами, способные вести скрытую видео- и фотосъёмку, вызывают опасения по поводу нарушения прав людей на личную жизнь. Во многих странах такие устройства могут быть запрещены законодательством. Например, статья 376 Уголовного кодекса Республики Беларусь предусматривает ответственность за незаконное изготовление, приобретение или сбыт средств для негласного получения информации.
В феврале 2013 года один из пользователей Google+ высказал сомнения в законности использования Google Glass в России и Украине. Он отметил, что с помощью этих очков можно незаметно вести фото- и видеосъёмку. Позднее Служба безопасности Украины заявила, что не видит в Google Glass ничего шпионского.
В марте 2013 года владелец бара The 5 Point в Сиэтле, США, Дэйв Мэйнерт стал первым бизнесменом, запретившим ношение Google Glass на своей частной территории. Он объяснил это тем, что его заведение предназначено для свободного и комфортного общения. Неизвестно, последуют ли другие заведения его примеру.

## Критика
Профессор Университета Торонто и пионер в области нательных компьютеров и устройств дополненной реальности Стив Мэнн в своей статье «Моя „опосредованная“ жизнь» (My «Augmediated» Life) указал на то, что неправильные дизайнерские решения Google могут затруднить использование подобных систем для многих людей, привести к ухудшению зрения и снизить интерес к данной технологии.
В Японии были разработаны очки, оборудованные светодиодами инфракрасного излучения, защищающие тех, кто их носит, от узнавания на фотографиях и видео, сделанных с помощью Google Glass, засвечивая лицо снимаемого человека.

## Права человека
Конвенция о защите прав человека и основных свобод (ч.1 ст.8) предусматривает, что каждый имеет право на уважение своей личной и семейной жизни. В связи с этим многие полагают, что очки нарушают это право.
Однако пределы уважения личной жизни в конвенции не прописаны. Как считает Европейский суд по правам человека (ЕСПЧ), применяющий данный документ на практике, «понятие частной жизни является широким и не может быть определено исчерпывающе» (решение по делу «Костелло Робертс против Соединённого Королевства», 1993 г.), и «нет ни возможности, ни необходимости пытаться определить исчерпывающим образом понятие частной жизни» (решение по делу «Нимиц против Германии», 1992 г.).
При возникновении вопроса ЕСПЧ рассматривает факт вмешательства в частную жизнь человека в каждом отдельном случае на предмет соответствия требованиям, указанным в ч.2 ст.8 конвенции: органы государственной власти не могут вмешиваться в осуществление этого права (то есть предусмотренного ч.1 данной статьи), за исключением случаев, когда такое вмешательство предусмотрено законом и необходимо в демократическом обществе в интересах национальной безопасности и общественного порядка, экономического благосостояния страны, в целях предотвращения беспорядков или преступлений, для охраны здоровья или нравственности либо защиты прав и свобод других лиц.
Отсюда следует, что Конвенция предусматривает защиту лишь от государства: «органы государственной власти не могут вмешиваться…». Очевидно, что эта категория касается таких сфер, внутри которых каждый человек волен развивать это понятие и наполнять его определённым смыслом. Таким образом, считают юристы, частная жизнь защищается, но не от самих себя: приватностью можно пренебречь или сузить до тех пределов, которые на данном этапе развития общественных отношений считаются оправданными.